# Jenynsia liniowana
Jenynsia liniowana (Jenynsia lineata) – gatunek słodkowodnej ryby z rodziny czworookowatych (Anablepidae).

## Występowanie
Jenynsia liniowana żyje w dopływach estuarium Mirim Lagoon w Ameryce Południowej.

## Pożywienie
Gatunek roślinożerny. W akwariach żywi się różnym pokarmem.

## Rozmnażanie
Narządy płciowe osobników tego gatunku są asymetryczne, do tarła mogą podchodzić osobniki o narządach położonych po przeciwnych stronach, np. połączyć się mogą lewostronny samiec z prawostronną samicą i odwrotnie. Jest to gatunek żyworodny. Co 5 tygodni rodzi się około 20 sztuk młodych.